# Karel Aubroeck
Karel Aubroeck (né à Tamise le 28 août 1894 et mort dans la même ville le 28 juillet 1986) est un sculpteur et peintre expressionniste flamand. Il est surtout connu pour ses sculptures monumentales telles que la statue équestre du roi Albert Ier à Nieuport et le groupe de sculpture des frères Van Raemdonck sur la Tour de l'Yser à Dixmude. 

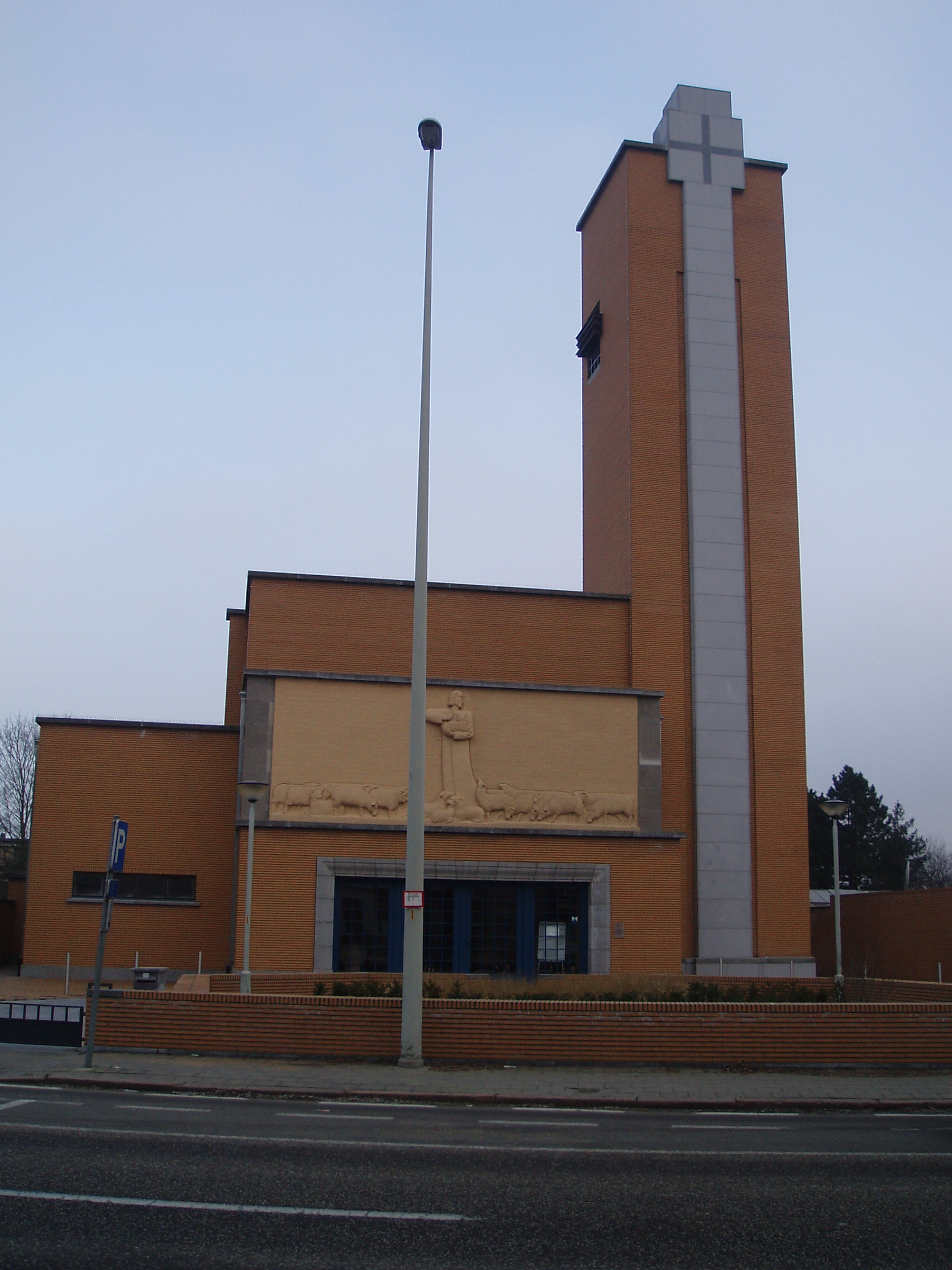
Heilig Hartkerk à Lier, avec le relief Le bon berger d'Aubroeck.

## Biographie
Aubroeck effectue ses études à l'Académie de Tamise. Il les poursuit par un cours de sculpture sur bois à Malines. Pendant la Première Guerre mondiale, il demeure au front en tant que soldat. Il y fait la connaissance de l'aumônier Oskar Versteele et de son compatriote Clemens De Landtsheer, qui, comme lui, sont des nationalistes flamands. Après 1918, il poursuit ses études à l'Académie de Malines et s'impose comme sculpteur sur bois indépendant dans sa ville natale de Tamise. En 1924, il fait construire pour son propre usage une maison art déco « De Uil » à Tamise. Dans les années 1930, il agrandit sa demeure par un studio et une galerie. Il y vit jusqu'à sa mort en 1986. Son jardin a été recréé en 2002 par Daniël Ost. 
Parce qu'il avait collaboré en 1933 à la réalisation des quatre statues monumentales au pied de la tour de l'Yser, Aubroeck est soupçonné en septembre 1944 de collaboration avec l'occupant allemand et interné pendant trois mois .

## Œuvres

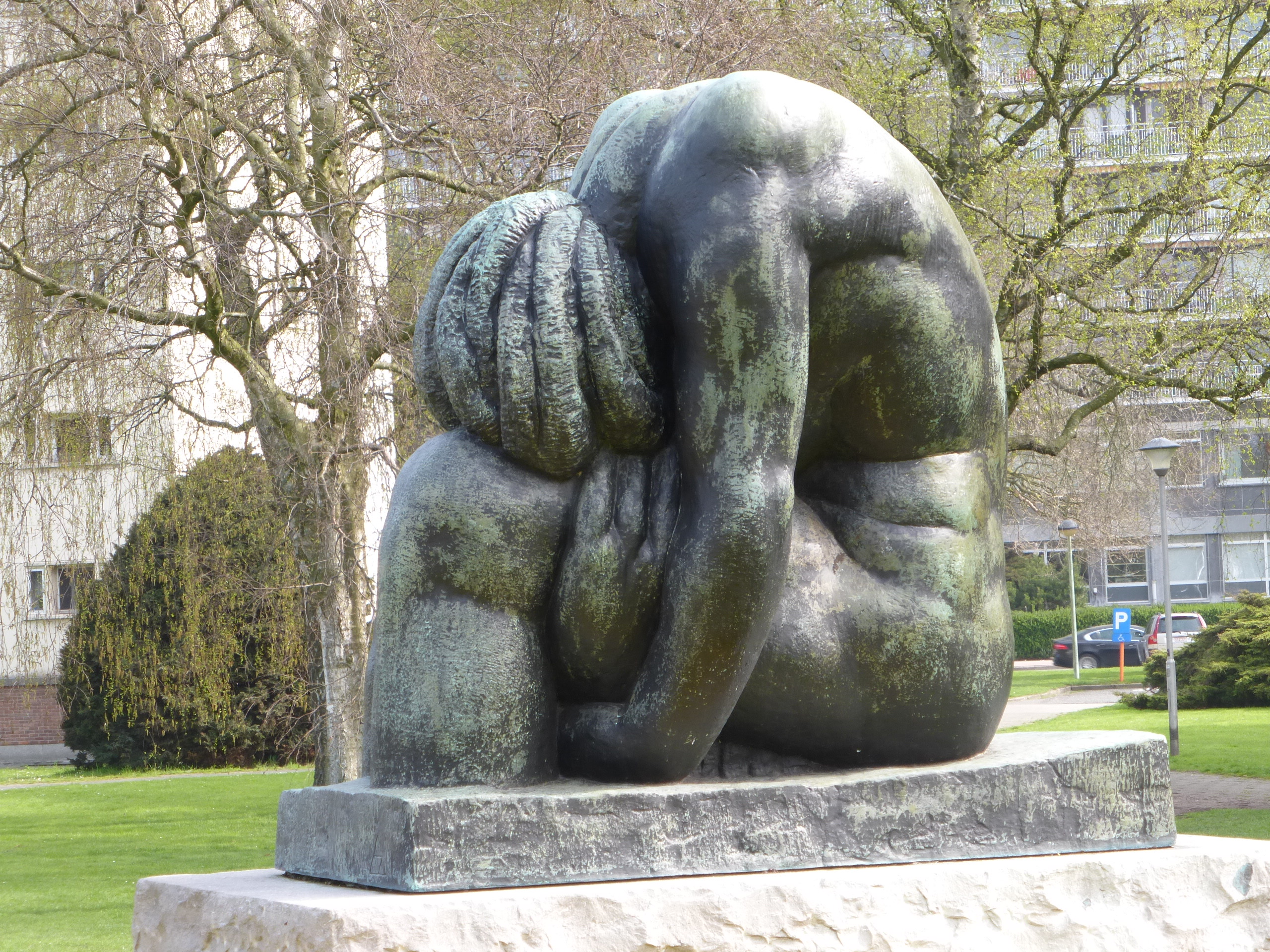
Sculpture en bronze d'Aubroeck, Verenigdeatieslaan, Gand

Après la Première Guerre mondiale, en plus de ses sculptures (réalisées dans toutes sortes de bois exotiques), il se spécialise également dans la sculpture constructiviste monumentale. Il opte pour le design naturaliste et décoratif en usant de la technique mettant en œuvre la brique, la pierre naturelle et le plâtre. Aubroeck a principalement travaillé dans un style expressionniste, caractérisé par une manière hermétique et stylisée. En 1928, il crée sa première œuvre monumentale importante, « De wekgroep », qui est actuellement exposée à la mairie de Sint-Niklaas. Le 15 février 1931, il est sélectionné par le jury du Comité du pèlerinage de fer parmi 33 candidats pour créer quatre sculptures monumentales en plein air, avec l'intention de les placer au pied de la tour Yser à Dixmude, comme symbole du « destin de fer flamand ». Grâce à sa (troisième) représentation des frères Van Raemdonck, solennellement inaugurée lors du pèlerinage de l'Yser le 20 août 1933, il acquiert une renommée nationale en tant qu'artiste visuel . 
Lors de l'exposition universelle de 1935 à Bruxelles, il expose la sculpture plus que grandeur nature « Vrouw met Lier » et à l'exposition universelle de 1937 à Paris la sculpture en acajou « Bescherming » ou « Fear ». Fasciné par l'oeuvre de Constant Permeke, Aubroeck se met également à peindre. De 1922 à 1968, il participe aux expositions de la Koninklijke Wase Kunstkring et à quatre biennales au Musée de Middelheim. Il a également été président de l'Académie royale flamande de Belgique pour les sciences et les arts . 
Son œuvre est notamment exposée dans les musées d'Anvers et de Sint-Niklaas. 

### Œuvres les plus connues
- Monument au roi Albert Ier sur le Ganzenpoot à Nieuport (1938).
- Le Bon Pasteur : relief sur le Heilig Hartkerk à Lierre.
- Statues (dont les frères Van Raemdonck) à l'angle de la Paxpoort sur la Tour de l'Yser à Dixmude (1933).
- Sculptures comme le nu couché De Schelde sur le Scheldebrug à Tamise (1950).
- Monument aux Morts du Lieutenant Juul De Winde (1938) à Westrozebeke.